# Уролесан
Уролесан — лекарственное средство, применяемое в урологии и гепатологии. Является комбинированным фитопрепаратом.

## История
Уролесан (урохолесан) был синтезирован в 1976 в ИФНМУ Францем Ивановичем Мамчуром и Е. М. Нейко. За его создание в 1992 году они были награждены Государственной премией Украины.

## Состав
Действующими веществами уролесана являются компоненты растительного происхождения.
1. Пихтовое масло[1]. Это эфирное масло обладает антисептическими свойствами и улучшает периферическое кровоснабжение, что определяет его использование при почечнокаменной болезни, инфекционно-воспалительных болезнях мочеполовой системы и заболеваниях печени[5][неавторитетный источник].
2. Масло мяты перечной (Mentha piperita)[1]. Данное эфирное масло обладает широким спектром свойств, необходимых в урологии и при болезнях желчевыводящих путей: обезболивающее, спазмолитическое, антисептическое, диуретическое, усиливает секрецию печени и повышает её антитоксическую функцию, увеличивает экскрецию с желчью холестерина и билирубина[6][неавторитетный источник].
3. Касторовое масло — растительное масло клещевины (Ricinus communis)[1], усиливающее перистальтику кишечника[источник не указан 1183 дня].
4. Жидкий экстракт плодов моркови дикой (Daucus carota)[1], который используется при различных формах мочекаменной и жёлчнокаменной болезни, других заболеваниях жёлчных путей[3].
5. Экстракт шишек хмеля (Humulus lupulus)[1], имеющий болеутоляющие свойства при мочекаменной болезни, пиелонефрите и цистите[2].
6. Экстракт травы душицы обыкновенной (Origanum vulgare), усиливающая перистальтику кишечника при атонии[7].

## Фармакодинамика
В инструкции утверждается, что составляющие компоненты уролесана оказывают противовоспалительное действие в мочевыводящих путях и почках, усиливают кровоснабжение почек и имеет антибактериальное действие. Также утверждается, что препарат влияет на химические свойства мочи: подкисляет её и увеличивает экскрецию мочевины и хлоридов, образует защитный коллоид. Нормализирует тонус мочеточников. Кроме того, уролесан содействует выведению солей в виде мелких конкрементов и песка из почек и мочевого пузыря.
Также в инструкции содержится утверждение, что уролесан позитивно влияет на печень, увеличивая приток крови, и жёлчный пузырь, нормализуя его тонус. В некоторых источниках утверждается, что уролесан нормализует микрофлору желчевыводящих путей и что при хроническом холецистите он способствовал нормализации показателей церулоплазмина.
При хроническом пиелонефрите уролесан уменьшает интенсивность ПОЛ и эндогенного интоксикационного синдрома, повышает иммунологическую реактивность. Усиливаются эти эффекты при употреблении совместно с кобальтом.

## Фармакокинетика
Уролесан хорошо всасывается и начинает действовать в течение 20—30 минут. Продолжительность действия составляет от 4—5 часов, максимальный эффект возникает через 1—2 часа. Выводится из организма через ЖКТ и почки.

## Показания

### Официальное применение
1. Острый и хронический цистит и пиелонефрит[8].
2. Мочекаменная болезнь, в том числе её профилактика[8].
3. Хронический калькулёзный и бескалькулёзный холецистит, дискинезия желчевыводящих путей, жёлчнокаменная болезнь[8].

### Экспериментальное применение
Согласно результатам одного из исследований, препарат можно длительно употреблять в любом триместре беременности, а также с профилактической целью при бессистемной бактериурии и латентной форме гестационного пиелонефрита. Однако применение препарата в период беременности и кормления грудью официально не изучено.
В качестве вспомогательного средства уролесан можно применять при хроническом простатите. Применение уролесана в кардиологии способствовало уменьшению уровня КФК и МПО. При ХОБЛ данный препарат в комплексе с базовым лечением способствовал улучшению показателей спирографии и уменьшение показателей активности сурфактанта легких. При неаллергической бронхиальной астме уролесан можно применять в качестве патогенетической терапии, так как он уменьшает уровень среднемолекулярных пептидов и улучшает показатели внешнего дыхания.

## Противопоказания
1. Повышенная чувствительность к уролесану и к его компонентам[8].
2. Гастрит (кроме гипоацидного), язва желудка и двенадцатиперстной кишки[1].

## Побочные эффекты
1. Со стороны ЖКТ: диспепсия (тошнота, рвота)[1].
2. Аллергические реакции, в том числе ангионевротический отёк[1].
3. Со стороны нервной системы: головокружение, астения[1].
4. Со стороны органов кровообращения: артериальная гипер- и гипотензия[1].

## Передозировка
Симптомы: тошнота, головокружение.
Лечение: употребление обильного тёплого питья, покой, назначение активированного угля,  атропина сульфата (0,0005–0,001 г).